# Dorothea Hoffman
Dorothea Hoffman, född Fischer, död 1710, var en svensk hattstofferare och hattmakare. 
Hennes far var ålderman i hattstofferarnas skrå i Norrköping. Hon gifte sig med hattmakaren Mårten Hoffman i Stockholm och fick minst tio barn.
Redan som gift ägnade hon sig åt affärer, även om hon som gift kvinna då inte var synlig under eget namn; hennes affärer nämns dock i ett rättsfall, när hon 1678 stämdes av hattstofferarna i Köping för att hon under en resa dit hade medfört 92 egentillverkade stofferade hattar. Hon tilläts dock slutföra sina affärer. 
Vid makens död 1702 övertog hon verkstaden vid Hornsgatan nära Södermalmstorg och en egen bod. Hon tillhörde de mest framgångsrika inom sin yrkesgrupp i Stockholm under sin samtid: hon hade fyra gesäller anställda i sin verkstad, vilket var mer än någon annan i hennes yrke i Stockholm hade, var känd för sin höga kvalitet och importerade från Lübeck och Köpenhamn.
Vid hennes död under Pesten i Sverige 1710–1713 var hennes verkstad den största i Stockholm, och hennes son Elias Hoffman (1690-1719) utsattes för många svårigheter av stadens övriga mästare, som ville dela upp verksamheten mellan sig. Hattmakarverkstaden var fortfarande en av stadens största och rikaste när den 1719 övertogs av Christina Udd, änka efter Elias och dotter till en kronobefallningsman på Svartsjö slott. Hon drev framgångsrikt verkstaden till sitt omgifte med bokhållare Lorentz Lidman 1726, då företaget avvecklades.    